# 后蒂芬巴赫
后蒂芬巴赫，或纯音译作欣特蒂芬巴赫，是德国莱茵兰-普法尔茨州的一个市镇。总面积4.68平方公里，总人口376人，其中男性188人，女性188人（2011年12月31日），人口密度80人/平方公里。